# Lequi-Tei
Lequi-Tei (Liquitei, Lekitei, Liquite) ist eine osttimoresische Aldeia im Suco Maubisse (Verwaltungsamt Maubisse, Gemeinde Ainaro). 2015 lebten in der Aldeia 561 Menschen.

## Geographie und Einrichtungen
Lequi-Tei liegt im Südosten des Sucos Maubisse. Nördlich befinden sich die Aldeias Ura-Hou und Vila mit der Stadt Maubisse, nordwestlich die Aldeias Hautado und Ria-Leco und südwestlich die Aldeias Teli-Tuco und Hato-Luli. Im Nordosten grenzt Lequi-Tei an den Suco Maulau, im Osten an den Suco Edi und im Süden an den Suco Aituto. Der Fluss Colihuno, ein Nebenfluss des Carauluns, fließt entlang der Grenze zu Aituto.
Die Überlandstraße von der Stadt Maubisse nach Ainaro führt grob entlang der Westgrenze von Lequi-Tei. Im äußersten Südwesten befindet sich die Grundschule im Ort Tartehi, der zum Teil in Teli-Tuco liegt. Es gibt sonst keine größeren, geschlossene Siedlungen in Lequi-Tei. Eine der kleinen Orte ist Lebibo. Die Häuser reihen sich ansonsten meistens entlang der Straßen und Pisten in der Aldeia.